# Církevní unie
Unie církví je spojení dvou nebo více křesťanských denominací do jednoho celku. Takovéto propojení může proběhnout dvěma způsoby.

## Spojení církví
Některé církve se vytvořily jako důsledek spojení dvou církví vycházejících z různých denominací. Jedno z takových propojení se odehrálo v roce 1817, kdy se v Prusku spojily luteránské a reformované církve do takzvané Pruské unie. Během 19. století několik církví s podobnými tradicemi taktéž utvářely různé unie. Například skotská církevní organizace známá jako United Secession Church byla vytvořena roku 1820 unií rozličných církví vycházejících z ustanovené Skotské církve. Všechny tyto církve měly presbyteriánskou doktrínu a praktiky/praxi. Ve 20. století se mnoho církví spojilo jakožto důsledek Ekumenického hnutí. Jedna z nejranějších unií tohoto druhu se odehrála roku 1925 a jejím výsledkem je Sjednocená církev Kanady.

## Federace
Některé církve mohou místo unie vytvořit federaci.
24. července 1901 se presbyteriánské církve Nového jižního Walesu, Victorie, Queenslandu, Jižní Austrálie, Tasmánie a Západní Austrálie spojily dohromady a vytvořily tak Australskou presbyteriánskou církev. Tyto církve však byly propojeny v rámci federace, podobně jako se australské státy spojily do Australského společenství, které se utvořilo 1. ledna toho samého roku. Ve svém nástupním proslovu John Meiklejohn, předseda shromáždění, objasnil, že církevní unie reflektuje unii kolonií: "Vytvořením tohoto shromáždění jsme zároveň utvořili soud, jehož jurisdikce je, co se týče území, rovná a shodná s jurisdikcí Federálního parlamentu, a podobně jako parlament je i toto shromáždění reprezentativního charakteru."
Tato unie zahrnovala církve stejné denominace nacházející se v různých oblastech. Církev každého státu si tak zachovala svůj osobitý charakter a zároveň si ponechala velké množství svých práv a privilegií. Místo národní církve tak byla vytvořena církev federalizovaná.

## Unie mezi západními a východními církvemi
V prvních stoletích středověku byla křesťanská církev formálně jednotná. Ve skutečnosti se však začaly mezi byzantským východem a západem postupně projevovat velké rozdíly, a to jak v církevním učení tak v obřadech a organizaci.  Nejzávažnější však bylo, že snaha římského papeže o nadřazené postavení nad celým křesťanským světem narazila v 9. století na odpor byzantského patriarchy i císaře. Zásadní rozkol, který byl neustále prohlubován dalšími odlišnostmi, již nebylo možné překonat. Roku 1054 došlo k takzvanému Velkému schizmatu - dosud jednotná církevní organizace se rozdělila dvě části. Západní církev (nazývaná též římská, latinská nebo katolická) uznávala za svoji hlavu papeže, východní církev (pravoslavná či ortodoxní), byla podřízena konstantinopolskému patriarchovi.
Od té doby proběhlo několik pokusů obnovit jednotu církve vytvořením unie. Mezi nejvýznamnější patří 2. lyonský koncil (1274) a ferrarsko-florentský koncil, kde došlo roku 1439 k uzavření Florentské unie, jejímž podepsáním byzantská ortodoxní církev uznala primát papeže. Byzantské obyvatelstvo spolu s částí aristokracie a církevních hodnostářů unii nepřijala. Částečně úspěšná byla unie uzavřená v Brestu roku 1596 mezi pravoslavnou populací nacházející se na území tehdejšího Polsko-litevského soustátí. Tato unie však byla přijata pouze částí pravoslavné populace, která poté vytvořila takzvanou Uniatskou nebo též Řeckokatolickou církev. Členové této církve uznali přední postavení papeže, avšak zachovali si původní ritus.